# Sulculeolaria pacifica
Sulculeolaria pacifica är en nässeldjursart som först beskrevs av Stepanjants 1973.  Sulculeolaria pacifica ingår i släktet Sulculeolaria och familjen Diphyidae. Inga underarter finns listade i Catalogue of Life.